# اس‌ام‌اس هسن
اس‌ام‌اس هسن (به انگلیسی: SMS Hessen) یک کشتی بود که طول آن ۱۲۷٫۷ متر (۴۱۹ فوت) بود. این کشتی در سال ۱۹۰۳ ساخته شد.